# Eulogio
Eulogio es un nombre masculino de origen griego: "Eu-logos", que significa "El que habla bien" o "El que es un buen orador".

## Personajes
- San Eulogio de Córdoba: En 858 fue elegido obispo de Toledo, pero murió antes de tomar posesión.

- San Eulogio de Tarragona: diácono y mártir, (siglo III). su santo se celebra el 21 de enero.

- San Eulogio de Córdoba, presbítero y mártir: su santo es el 11 de marzo.

- San Eulogio de Córdoba, obispo: su santo es el 5 de mayo.

- San Eulogio, mártir: su santo es el 3 de julio.

- San Eulogio, Patriarca de Alejandría: 13 de septiembre.

- San Eulogio, abad: su santo es el 8 de octubre.

- Eulogio del Pino, ingeniero y político venezolano

- José Eulogio Garate, exjugador de fútbol.

- Datos: Q51719403
- Multimedia: Eulogio (given name) / Q51719403